# Changwon Football Center
O Changwon Football Center é um estádio localizado em Changwon, na Coreia do Sul, possui capacidade total para 15.116 pessoas, é a casa do time de futebol Gyeongnam FC e do time de futebol Changwon City FC, foi inaugurado em 2009.